# Al-Husseiniyah
Alhuseineah (tiếng Ả Rập: Tiếng Ả Rập) là một ngôi làng Syria ở huyện Qudsaya của Wadi Barada. Theo Cục Thống kê Trung ương Syria (CBS), Alhuseineah huseineah có dân số 2.563 người trong cuộc điều tra dân số năm 2014. Các cư dân của nó chủ yếu là người Hồi giáo Sunni.